# محاصره صخره سغدی
محاصره صخره سغدی (انگلیسی: Siege of the Sogdian Rock) یا محاصره صخره آریامازس، اشاره به محاصره قلعه ای احتمالاً واقع در شمال باختر (بلخ) در سغد (نزدیک سمرقند) دارد که توسط آریامازس اداره می‌شد و در اوایل بهار سال ۳۲۷ قبل از میلاد توسط نیروهای اسکندر مقدونی تسخیر شد. در اینجا در میان کسانی که در قلعه پناه گرفته بودند وخش‌ارد و همسر و دخترانش بودند که یکی از آنها رکسانا بود. آریان (مورخ) و کورتیوس (مورخ) در مورد مکان و زمان‌بندی اختلاف نظر دارند. گفته می‌شود که اندکی پس از آن، اسکندر به صخره کورینس که صخره سیسیمیترس نیز نامیده می‌شود، حمله کرد. آریان و کورتیوس در قرار دادن رویدادها در ترتیب صحیح خیلی کمک کننده نیستند و موفق می‌شوند هر دو حمله را با هم ترکیب کنند.

## نام، زمان و مکان
داستان محاصره صخره سغدی در بسیاری از تاریخ‌ها نقل شده است، اما بر اساس تاریخی است که مورخ یونانی آریان (مورخ) در آناباسیس اسکندر خود نوشته است. با این حال پی.جی. رودز خاطرنشان می‌کند که ما احتمالاً باید سنت جایگزین را ترجیح دهیم. در این سنت دوم به جای صخره سغدی و صخره کورینس در سال ۳۲۷، صخره آریامازس و صخره سیسیمیترس در تابستان ۳۲۸ ترجیح داده شده است. فرانک هولت از نزدیک نویسندگان باستانی را مورد مطالعه قرار داده و به این نتیجه رسیده است که به نظر می‌رسد صخره کورینس آریان، صخره سیسیمیترس است که کورتیوس، پلوتارک و استرابون از آن یاد کرده‌اند. در همان زمان، آریان، رکسانا را در متن صخره سغدی قرار می‌دهد. از نظر زمانی، این محاصره در زمستان ۳۲۸/۳۲۷ قبل از میلاد توسط عده‌ای تنظیم شد، اما به نظر می‌رسد که بهار دیرهنگام بوده و اسکندر نوعی زمستان دوم را در ماه‌های اولیه ۳۲۷ پیش از میلاد تجربه کرده است. محاصره صخره سغدی ممکن است با محاصره‌های مشابه دیگر در این دوره تلفیق شده باشد. اسکندر در طول این لشکرکشی نه تنها صخره سغدی بلکه صخره کورینس و سیسیمیترس — ممکن است هر دو نام یک صخره باشند — را نیز محاصره کرد.
کورتیوس اولین صخره را به نام فرمانده سغدی آن آریامازس نقل می‌کند که دستگیری او در بهار ۳۲۸ قبل از میلاد قبل از چندین عملیات در غرب و شمال سغد انجام شد. اسکندر پس از یک سفر به منطقه و بازگشت به شهر سبز، صخره دومی را که توسط سیسیمیترس (سردار سغدی)، ساتراپ کنترل می‌شد، تصرف کرد.
گاه‌شماری کلی لشکرکشی‌های اسکندر در این دوره برای مورخان مدرن تا حدودی درهم به نظر می‌رسد. این بدان معنا نیست که آنها معتقد نیستند که محاصره اتفاق افتاده است. به دنبال گاهشماری آریان، محاصره صخره سغد در اوایل سال ۳۲۷ قبل از میلاد اتفاق افتاد. اگر چنین باشد، به نظر می‌رسد اسکندر در سال ۳۲۸ قبل از میلاد به دلیل نامشخصی غیرفعال بوده و در اوایل سال ۳۲۷ پیش از میلاد بسیار فعال بوده است. موضوع دیگر این است که محاصره صخره سغدی ممکن است با محاصره‌های مشابه دیگر در این دوره تلفیق شده باشد. اسکندر در طول این لشکرکشی نه تنها صخره سغدی بلکه صخره کورینس و صخره سیسیمیترس را نیز محاصره کرد. در برخی روایات، صخره آریامازس نام دیگری برای صخره سغدی نبود، بلکه به خودی خود قلعه ای جداگانه بود. همچنین پیشنهاد شده است که اسکندر در هر موقعیتی از ترفند مشابهی برای تصرف قلعه‌ها استفاده می‌کرد. اگر چنین باشد، پس به راحتی می‌توان درک کرد که چگونه چنین تکراری می‌تواند مورخان باستان را به اشتباه و درهم آمیختن توالی وقایع سوق دهد.
موقعیت جغرافیایی دقیق این صخره سغدی نامشخص است. اما اگر در نزدیکی ناوتاکا/شهر سبز قرار داشت، باید در منطقه کوهستانی جنوب ازبکستان در کنار رود کشک‌دریا یا در غرب تاجیکستان در اطراف پنج‌کند بوده باشد. همچنین اعتقاد بر این است که این قلعه با قلعه کوه نور در رشته کوهی در جنوب فیض‌آباد (افغانستان) در شمال شرقی افغانستان همخوانی دارد.

## پس زمینه

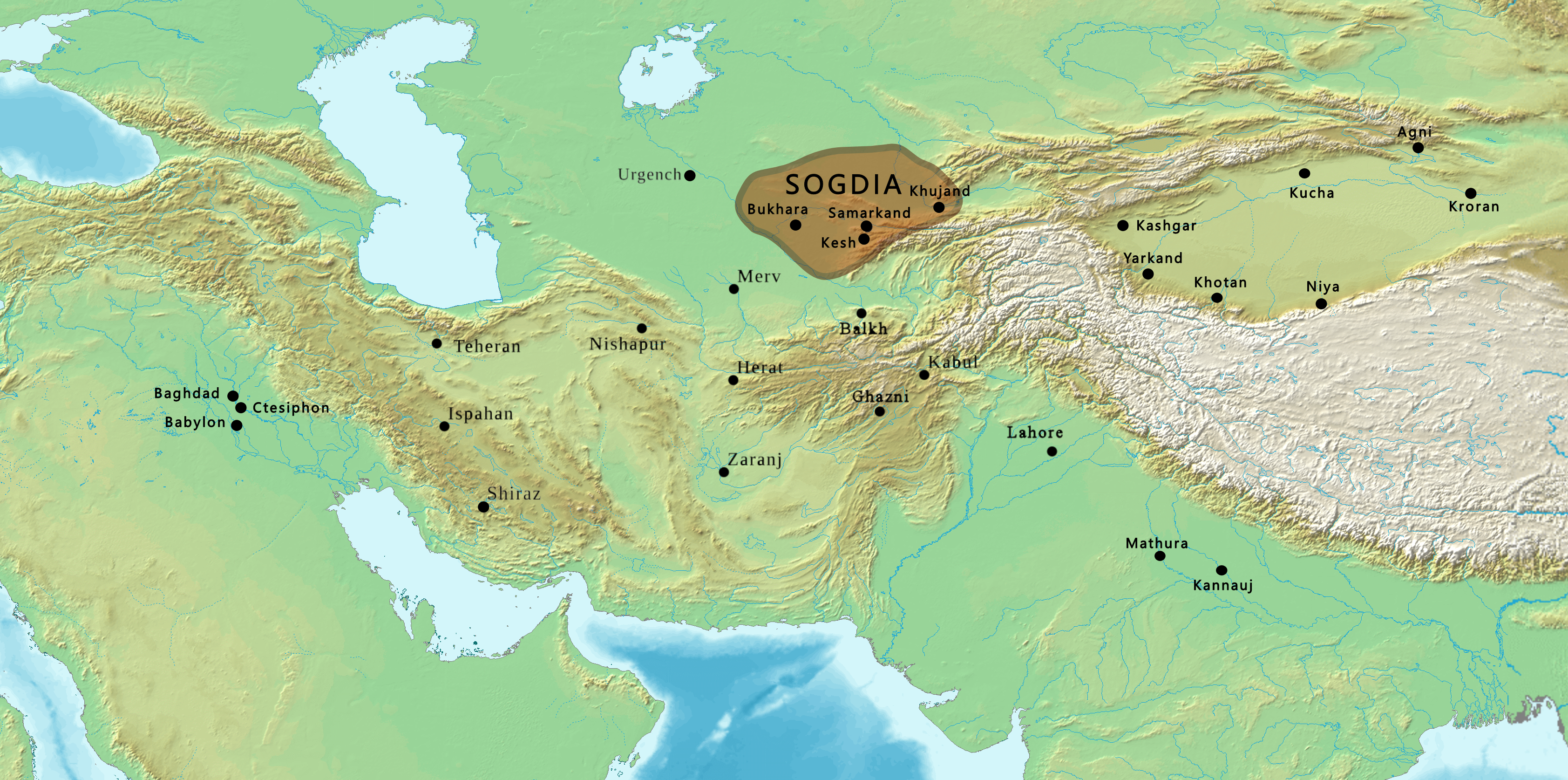
نقشه سغد منطقه سغد باستانی بین اکسوس (آمودریا کنونی) و رودخانه‌های ایکسارتس (سیردریا)، جایی که اکنون ازبکستان و تاجیکستان امروزی، واقع بوده است که در جنوب با باختر (بلخ) باستانی (افغانستان کنونی) هم‌مرز است.

در جریان فتوحات کوروش بزرگ در آسیای میانه، منطقهٔ سغد نیز در میان سال‌های ۵۴۶ تا ۵۳۹ پیش از میلاد فتح شد.

با وجود اینکه نام سغد در میان ساتراپی‌های هخامنشی در سنگ‌نبشته بیستون ذکر شده است، اما در نوشته‌های باستانی نامی از هیچ‌کدام از ساتراپ‌های سغد نیامده است. تاریخ‌دانان معاصر بر این عقیده هستند که بلخ و سُغد - که در بیستون نیز نامشان پشت سر هم ذکر رفته است - توسط یک ساتراپ اداره می‌شدند. سغد احتمالاً تا سال ۴۰۰ پیش از میلاد تحت کنترل هخامنشیان باقی ماند و در آن زمان بود که شورشی در آن منطقه روی داد که منجر به استقلال سغد شد و تا زمان فتح منطقه توسط اسکندر مستقل باقی ماند. داریوش سوم پس از شکست در برابر اسکندر، به سمت ایران شرقی رهسپار شد تا سپاه جدیدی را گردآوری کرده و بار دیگر با فاتح مقدونی روبرو شود. اما در جریان همین سفر، توسط بسوس، شهربان سغد و بلخ دستگیر و سپس کشته شد. بسوس سپس با نام اردشیر پنجم تاج‌گذاری کرد و خود را شاهنشاه نامید. او یک مقاومت مردمی در برابر اسکندر را رهبری کرد اما در نهایت شکست خورد و کشته شد. اسکندر پس از یک لشکرکشی طولانی که مقاومت سغدی را سرکوب کرد، منطقهٔ سغد را در سال ۳۲۷ فتح کرد.

### مقاومت در برابر پیشروی اسکندر
در سال ۳۲۹، اشراف سغدی اسپیتامن (۳۷۰–۳۲۸ قبل از میلاد) و کاتانس توانستند یک ائتلاف سغدی‌ها، باختری‌ها و سکاها ایجاد کردند و بر اسکندر شورید. اسکندر را مجبور به بازگشت به بزرگ‌ترین شهر باختری، بلخ شد. سران شورش کسانی بودند که قبلاً در دستگیری بسوس شرکت کرده بود. در بهار ۳۲۸، اسکندر دوباره از آمودریا عبور کرد و وارد سغد شد.
اسکندر مقدونی موفق گردید تا شورش را سرکوب کند. در اواخر سال ۳۲۸، همسر اسپیتامن به او خیانت کرد و وی را به اسکندر تحویل داد که منجر به مرگ اسپیتامن شد. با این حال، شورش ادامه یافت. به نظر می‌رسد که شورشیان اقدامات خود را در مناطق کوهستانی سغد متمرکز کردند و از دو قلعه تسخیرناپذیر به عنوان مقر خود استفاده کردند: صخره به اصطلاح سغدی (یا صخره آریامازس) و کورینس (یا صخره سیسیمیترس)

## پناه گرفتن وخش‌آرد در صخره سغدی
آریان می‌نویسد: خبر رسیده بود که تعداد زیادی از بومیان به صخره سغدی پناه برده‌اند و در میان آنها وخش‌ارد/اکسیارتس به همراه همسر و دخترانش بود که یکی از آنها روشنک (همسر اسکندر) بود. وخش‌ارد خود از تسلیم شدن به اسکندر امتناع کرده بود، این پناهگاه را برای خانواده خود انتخاب کرده بود. این آخرین سنگر سغد بود: اگر سقوط می‌کرد، چیزی برای کسانی که هنوز امیدوار به مقاومت بودند باقی نمی‌ماند؛ بنابراین اسکندر در آغاز بهار به سمت صخره پیشروی کرد. تصور می‌شد که این قلعه تسخیرناپذیر است و برای مدت طولانی محاصره نظامی آمادگی فراهم شد.
وقتی اسکندر از مدافعان خواست تسلیم شوند، آنها نپذیرفتند و به او گفتند که برای تصرف قلعه به «مردانی با بال» نیاز دارد.

## ۳۰۰ مرد بالدار
اسکندر داوطلبانی را خواست که اگر بتوانند از صخره‌های زیر قلعه بالا بروند به آنها پاداش می‌دهد. حدود ۳۰۰ مرد بودند که از محاصره‌های قبلی در صخره‌نوردی تجربه کسب کرده بودند. آنها با استفاده از میخ چادر و کتان، شبانه از صخره بالا رفتند اگر چه در طول صعود حدود ۳۰ نفر از افراد خود را از دست دادند. و به دلیل سقوط در نقاط مختلف در برف، اجساد آنها هرگز برای دفن پیدا نشد.
پس از تلاش فراوان صخره‌نوردان در سپیده دم به قله رسیدند، آنها کمربندهای سفید خود را درآورند، به چوب‌های بلند بستند و چوب‌ها را بلند کردند، کمربندهای درخشان متعدد که تا آنجا که ممکن است آنها را تکان دادند که هم توسط موافعان قلعه دیده می‌شد و هم مقدونی‌های در زیر صخره، مقدونی‌ها با صدای بلند و واضح از پایین فریاد می‌زدند. آریومازن حیرت‌زده، فکر کرد که کل ارتش در حال صعود است و قله قبلاً تسخیر شده است.
اسکندر کسی را فرستاد تا به مدافعان بگوید که اگر نگاه کنند، آنها خواهند دید که او «مردان بالدار» خود را پیدا کرده است. مدافعان از این امر چنان متعجب شدند و روحیه خود را از دست دادند که تسلیم شدند زیرا مدافعان فکر می‌کردند که صخره تسخیرناپذیر است و اسکندر با یک حرکت جسورانه به آنها نشان داد که اشتباه می‌کنند. تسلیم سریع دشمن، استفاده اسکندر از جنگ روانی را تأیید می‌کند.

## تسخیر صخره سیسیمیترس/کورینس
اسکندر از صخره سغدی به سمت بلخ پیشروی کرد که حاوی دژ تسخیرناپذیر دیگری بود که به نام صخره کورینس یا سیسیمیترس شناخته می‌شد. اما به زودی تسخیر شد.
گفته می‌شود که اسکندر به محض دیدن عاشق رکسانا/روشنک (همسر اسکندر) شده است. مقدونی‌هایی که همراه او بودند ادعا کردند که «رکسانا دوست‌داشتنی‌ترین زنی است که در آسیا دیده‌اند، به استثنای همسر داریوش سوم». اسکندر از آنجا به بلخ رفت و او کراتروس را با لشکری از ارتش مقدونی فرستاد تا صلح بلخ را کامل کند. اسکندر در بلخ باقی ماند و برای لشکرکشی خود در سراسر هندو-کوش به هند آماده شد. زمانی که در بلخ بود با رکسانا ازدواج کرد.

## بازنگری
گزارش‌های از دو تن از مهم‌ترین مورخان مقدونیه - آریان نیکومدیا و کورتیوس روفوستا تا حدودی گیج کننده است و عناصر به نفع بازنگری جدی دیدگاه تاریخی سنتی هستند. شبهه این است که کورتیوس و آریان (یا اصل آنها
منابع) عمداً در موفقیت مقدونی اغراق کردند.